# انقطاع وظيفي
الانقطاع الوظيفي هو انهيار وظيفة في الدماغ في حالة عدم وجود ضرر تشريحي، مع التمييز بينه وبين الانقطاع المادي لنصف الكرة المخية عن طريق البتر الجراحي، أو صدمة، أو الآفة. وكان ليزمان (Leisman) أول من صاغ هذا المفهوم; وسروكا (Sroka) وسولسي (Solsi) وبورنستاين (Bornstein)  وقد شملت التطبيقات تعذر القراءة مع عدم تعذر الكتابة،  وعسر القراءة, والحالة الإنباتية المستديمة، وحالة الوعي المحدود  فضلاً عن اضطرابات طيف التوحد.
ذكرت ساندرا وتلسون (Sandra Witelson) عام 1977  أن عسر القراءة النمائي يمكن أن يصاحب (i) تمثيل نصف المخ الثنائي للوظائف الحيزية، على النقيض من تحكم نصف المخ الأيمن الوحدوي في هذه الوظائف التي لوحظت في الأشخاص الطبيعيين. وقد تتداخل المشاركة العصبية الثنائية في المعالجة الحيزية مع معالجة نصف المخ الأيسر لوظائفه المتخصصة الخاصة به وينتج عنها قصور لغوي، ومعالجة استعرافية تسلسلية واستخدام مفرط للأسلوب الاستعرافي الحيزي، والشمولي، مما يعكس متلازمة الانقطاع الوظيفي عند هؤلاء الأفراد التي أكدها ليزمان في الثمانينيات  and in the 2000s.
وقد تطور مفهوم الانقطاع الوظيفي بشكل أكثر مع ستاشوياك وبويك عام 1976. اللذان ذكرا في حالة عام 1976 لرجل يبلغ من العمر 67 عامًا مصاب بعمى شقي ناتج عن حادثة وعائية دماغية مما أدى إلى تعذر قراءة تام ولون يسمى عجزًا، والذي اعتقد ستاشوياك أن يكون ناتجًا عن آلية انقطاع وظيفي. وقد لاحظ أن آلية الانقطاع الأساسية تحسنت بواسطة التأثير التمهيدي لطرق الفتح (في حاسة اللمس والإحساس الجسدي وجهاز السمع وجهاز الرؤية، لكي يتم استخدام مسارات أخرى غير المتضررة بآفة المخ.
كما قدم فريستون عام 1998  تفسيرًا آليًا للكيفية التي ينشأ بها تكامل الاختلال الوظيفي بين النظم العصبية، استنادًا إلى الدور المحوري الذي تلعبه المطاوعة المشبكية في تشكيل الروابط. ولقد افترضوا أن فيزيولوجيا الفصام يتم توضيحها على مستوى تشكيل التغييرات الترابطية في النجاعة المشبكية؛ على وجه التحديد من تشكيل اللدونة في تلك الأنظمة الدماغية المسؤولة عن التعلم العاطفي والذاكرة العاطفية في فترة ما بعد الولادة. يتوسط هذا التشكيل أنظمة الناقل العصبي التصاعدي التي: (1) تم إقحامها في الفصام؛ و(2) ومن المعروف أنها تشارك في تعزيز روابط المتشابكة خلال التعلم. كما تسبب الفيزيولوجيا المرضية في تعطيل تعزيز السلوك التكيفي بما يتفق مع جوانب التفككية للاضطراب. كيم والزملاء عام 2003  قاموا بوصف فرضية انقطاع الروابط في الفصام كنتيجة للانقطاع الوظيفي بين الفص الجبهي وبين الفص الجداري، وخاصة انفصال الفص الجبهي والتفاعل غير الطبيعي بين الفص الجبهي وبين الجداري خلال معالجة الذاكرة العاملة.
وقد طرأ على مفهوم الانقطاع الوظيفي مزيدًا من التطور عندما تم تطبيقه لفهم طبيعة اضطراب التوحد الذاتوي. وقد اقترح كل من جاشويند وليفنت عام 2007  نموذجًا لأعراض التوحد الذي تكون فيه مناطق الربط في المخ التي ترتبط عادةً بالفص الجبهي منقطعة بشكل جزئي خلال النمو مما يفسر عدم تجانس مسببات التوحد. وقد قدمت مجموعة التوحد في جامعة كامبريدج  دليلاً على أن الارتباط الوظيفي لهياكل الفص الصدغي الوسطي غير طبيعية على وجه التحديد في الأشخاص المصابين بمتلازمة اسبيرغير على الأقل أثناء معالجة الوجه الخائف. كما خلص كل من ميليلو وليزمان بصورة مماثلة إلى أن متلازمة الانقطاع الوظيفي تعد أساسًا لتفسير أعراض التوحد الطيفي,